# Grape-kun

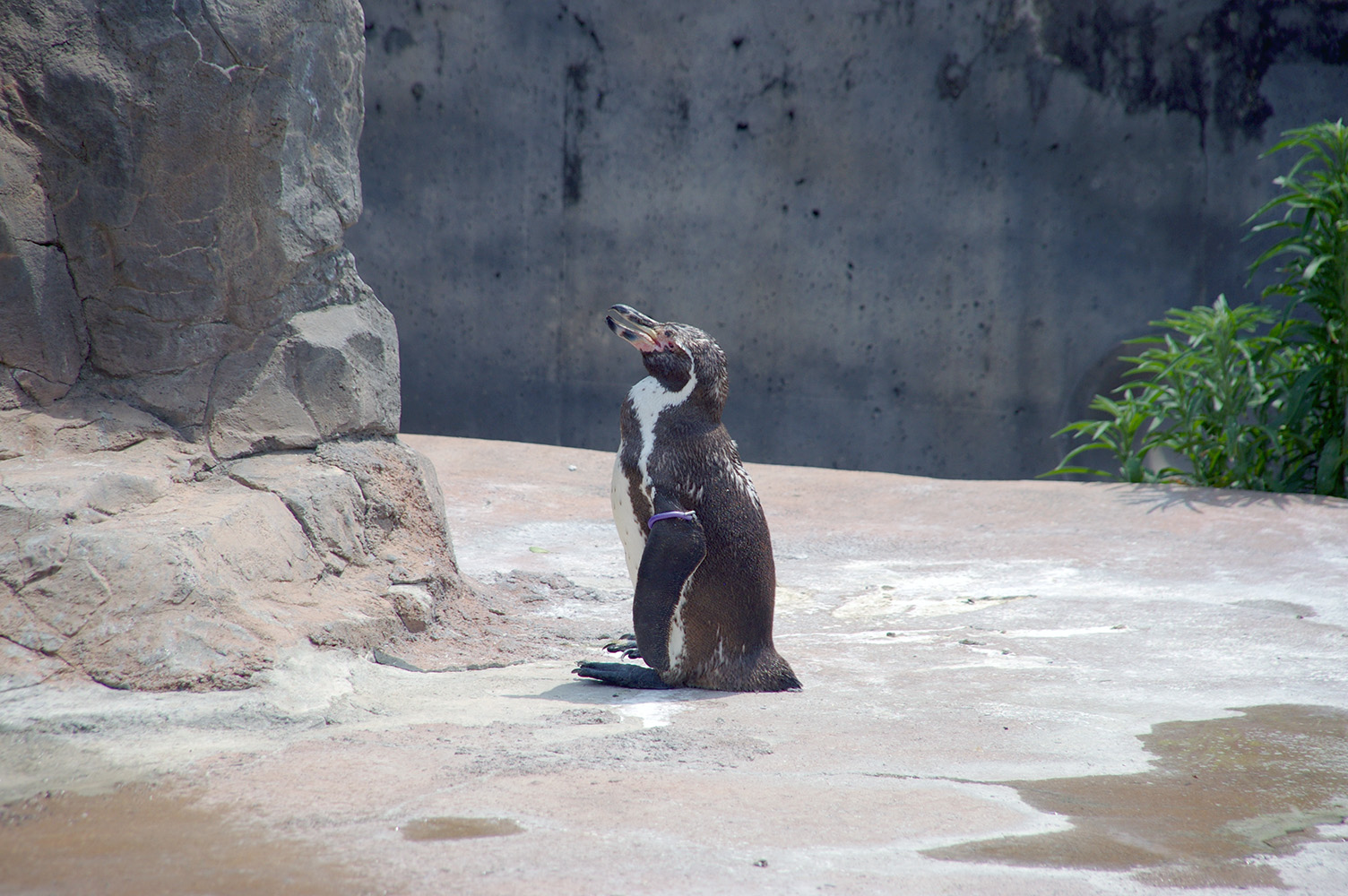
Grape-kun im Juni 2017

Grape-kun (Japanisch: グレープ君, Hepburn: Gurēpu-kun, * 16. April 1996 in Hamura; † 12. Oktober 2017) war ein männlicher Humboldt-Pinguin (Spheniscus humboldti) im Tobu-Zoo in der japanischen Präfektur Saitama. Seine Anhänglichkeit an Hululu, eine Figur aus der Anime-Serie Kemono Friends, brachte ihm 2017 internationale Bekanntheit ein. Anfang Oktober 2017 bekam Grape-kun gesundheitliche Probleme, am 12. Oktober gab der Zoo seinen Tod bekannt.

## Grape-kun und Midori
Grape-kun wurde am 16. April 1996 im Hamura-Zoo in Tokio geboren. Er wurde nach der violetten Farbe des Rings benannt, den er zur Kennzeichnung auf seinem Flügel trug; das Suffix „kun“ ist eine japanische Anrede, die üblicherweise verwendet wird, wenn man mit jüngeren Männern spricht. Es wird auch häufig für männliche Haustiere verwendet. Zusammen mit seiner Gefährtin Midori wurde Grape-kun 2007 in den Tobu-Zoo gebracht. Midori und Grape-Kun bekamen gemeinsamen Nachwuchs, aber die Tierpfleger nahmen ihnen das Küken weg. Begründet wurde dies mit der Sorge vor Inzucht. Dieser Eingriff könnte die Bindung zwischen Grape-Kun und Midori beeinträchtigt haben. Midori verließ Grape-kun nach zehn Jahren für einen jüngeren Artgenossen; ob dies mit dem Verlust des Kükens zusammenhängt, ist nicht klar. Nach diesem Vorfall lehnten alle anderen Pinguine Grape-kun in seinem Gehege ab und er verbrachte die meiste Zeit isoliert vom Rest der Gruppe.

## Anhänglichkeit an eine Anime-Werbefigur
Im April 2017 stellte der Tobu-Zoo 60 Figuren aus der beliebten Anime-Serie Kemono Friends in den Gehegen auf, um Besucher anzulocken. Die Figur in Grape-kuns Gehege, Hululu, war ein anthropomorpher Humboldt-Pinguin. Grape-kun betrachtete die Figur, die auf einem Felsen platziert war, stundenlang und versuchte sogar, zu ihr zu gelangen. Die Tierpfleger mussten Grape-kun zeitweise von der Figur trennen, damit er fraß. In den Medien wurde Grape-kun als „verliebt“ beschrieben, und der Zoo kreierte ein Getränk namens „Loving Grape“, das als „perfekte Verkörperung“ der Beziehung des Pinguins zum Objekt seiner Zuneigung beschrieben wurde.
Grape-kuns Hingabe an die Figur brachte ihm eine weltweite Fangemeinde im Internet ein. Ikuko Chikuta, Hululus Synchronsprecherin, besuchte Grape-kun im Rahmen einer Bildungsveranstaltung über Pinguine. Ein Fest zu Ehren von Grape-kun war geplant, aber sein Gesundheitszustand verschlechterte sich im Oktober 2017. Der Zoo gab seinen Tod am 12. Oktober bekannt. Das Zoopersonal richtete einen kleinen Schrein ein und mehrere Gäste legten Blumen am Pinguingehege ab. Social-Media-Nutzer zollten ihm unter dem Hashtag #grapekun Tribut, und viele posteten Abbildungen von Grape-kun und Hululu. Im Januar 2018 stellte der Tobu-Zoo eine neue Figur im Pinguingehege auf, auf der Hululu und eine Abbildung von Grape-kun Seite an Seite stehen.

## Galerie

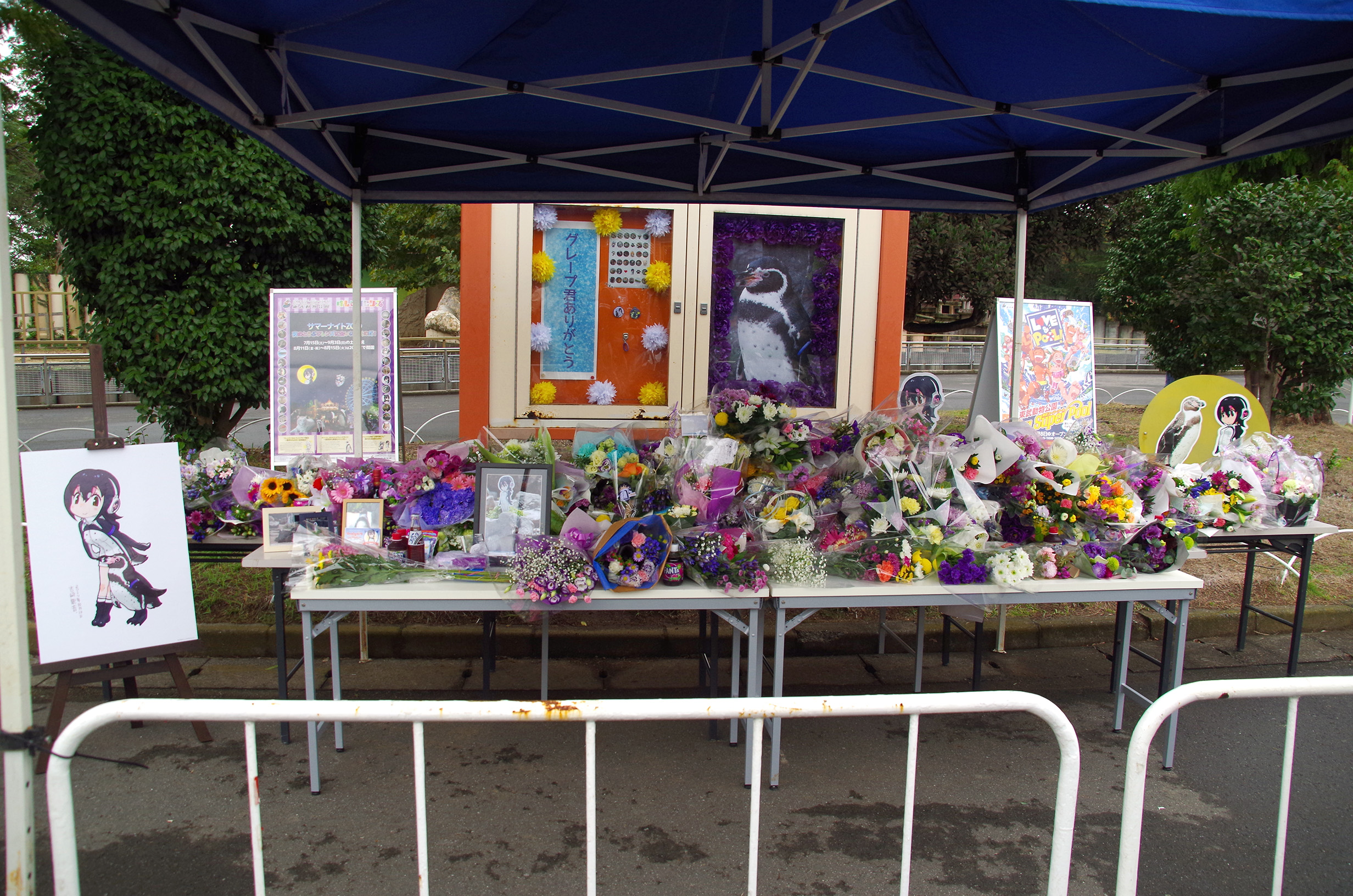
Blumen und weitere Geschenke vor Grape-kuns Gehege nach seinem Tod (14. Oktober 2017)
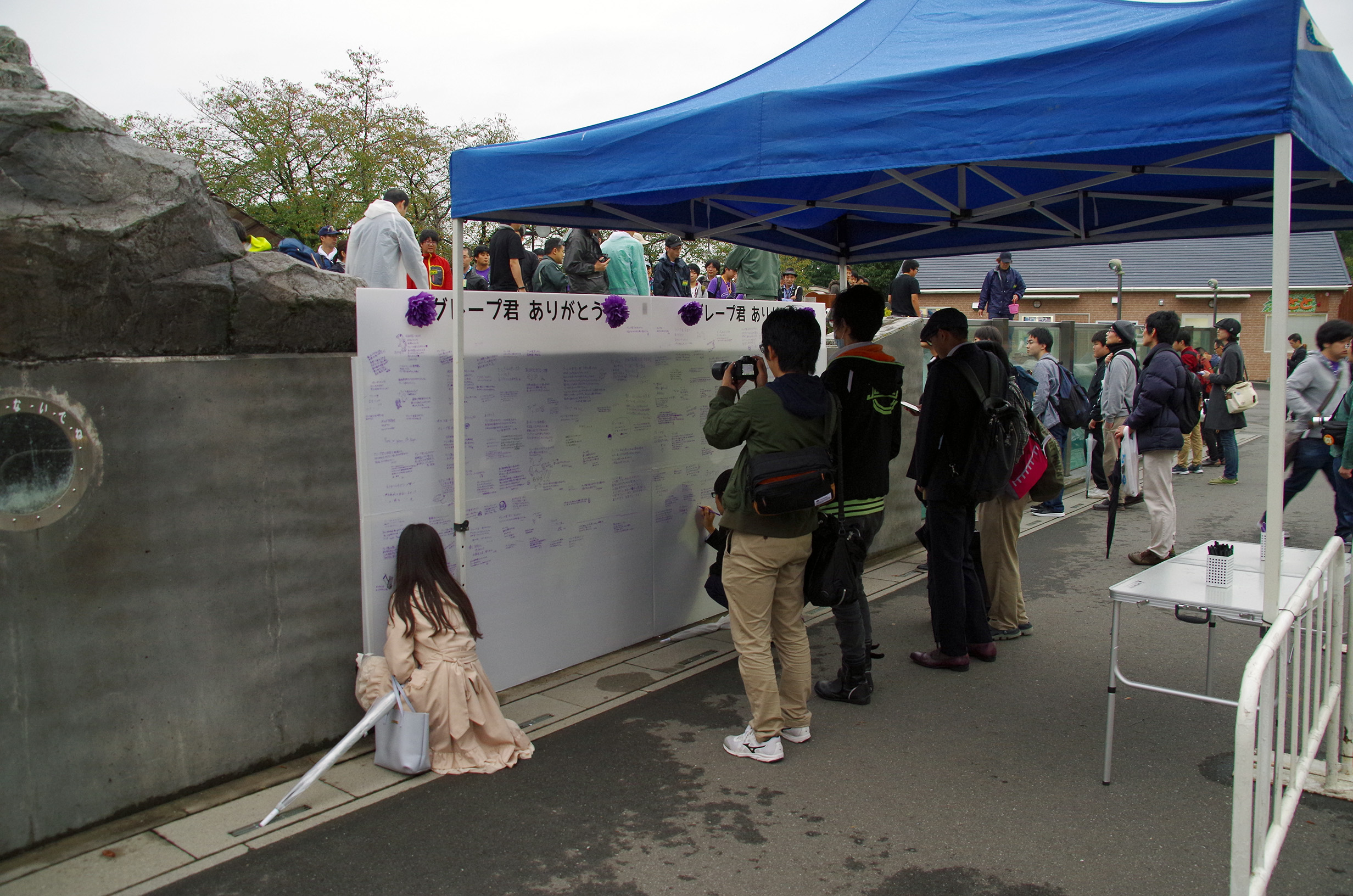
Tafel für Kondolenzbekundungen nach Grape-kuns Tod (14. Oktober 2017)